# Iglesia de San Miguel (Rochester)
La iglesia de San Miguel es un templo católico ubicado en la ciudad de Rochester (Estados Unidos). Con 75 m de altura, fue en el momento de su inauguración el edificio más alto de Rochester y en la actualidad es el décimo más alto.

## Historia
Es una iglesia de piedra de estilo neogótico en forma de cruz latina, 54 m de largo y 28 m pies de ancho. Fue diseñado por el arquitecto de origen alemán Adolphus Druiding. Los planes y diseños de la iglesia comenzaron en 1887 y en 1890 se terminó y se dedicó. La piedra arenisca de Lockport y la piedra rojiza de Medina fueron transportadas en barcazas por el Canal Erie. El edificio fue diseñado para albergar a 1100 feligreses. El órgano fue construido por JW Steere & Son Organ Company de Springfield, Mass y tiene 2169 tubos. Las campanas de la iglesia fueron fabricadas por la fundición Meneely and Kimberly, y por McShane Bell Foundry.

## Galería

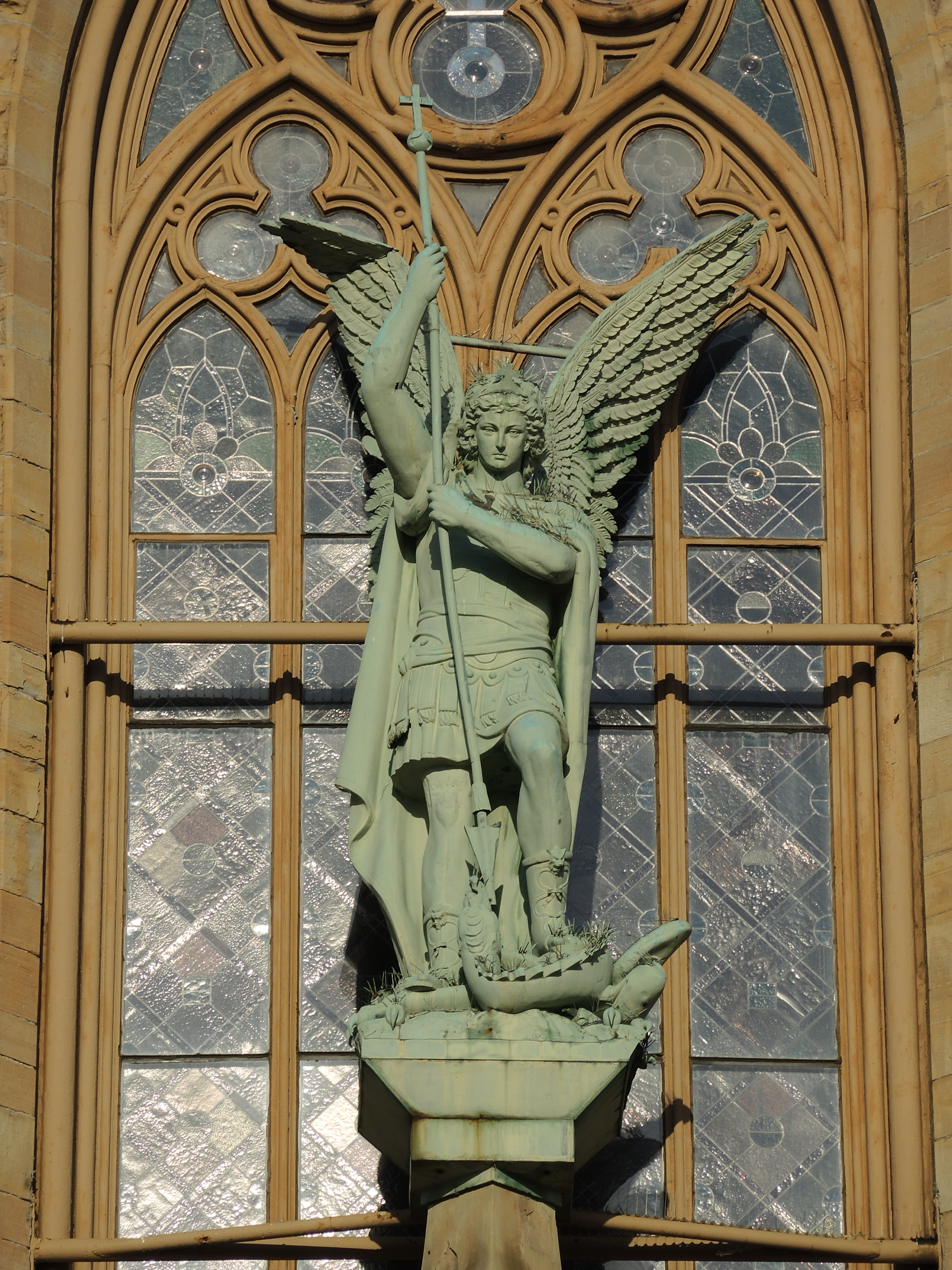
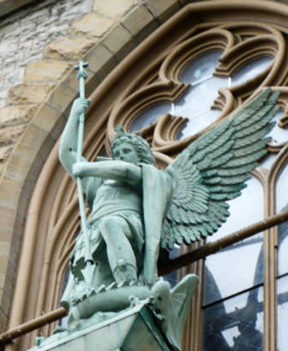
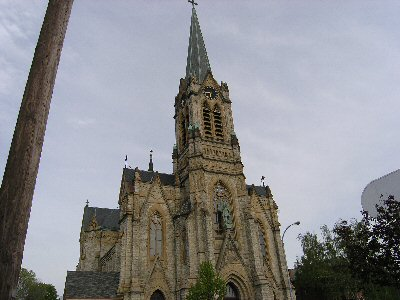
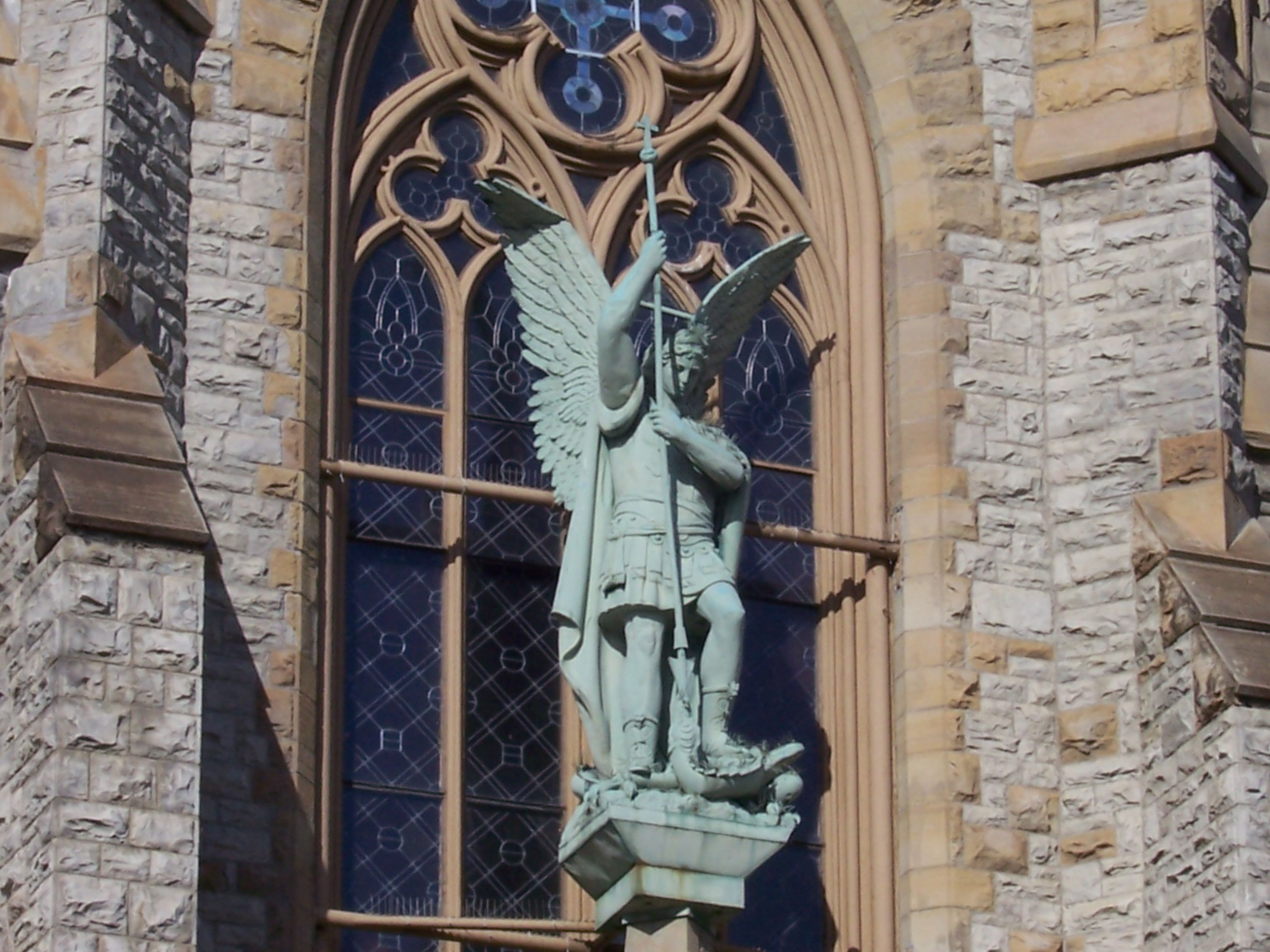
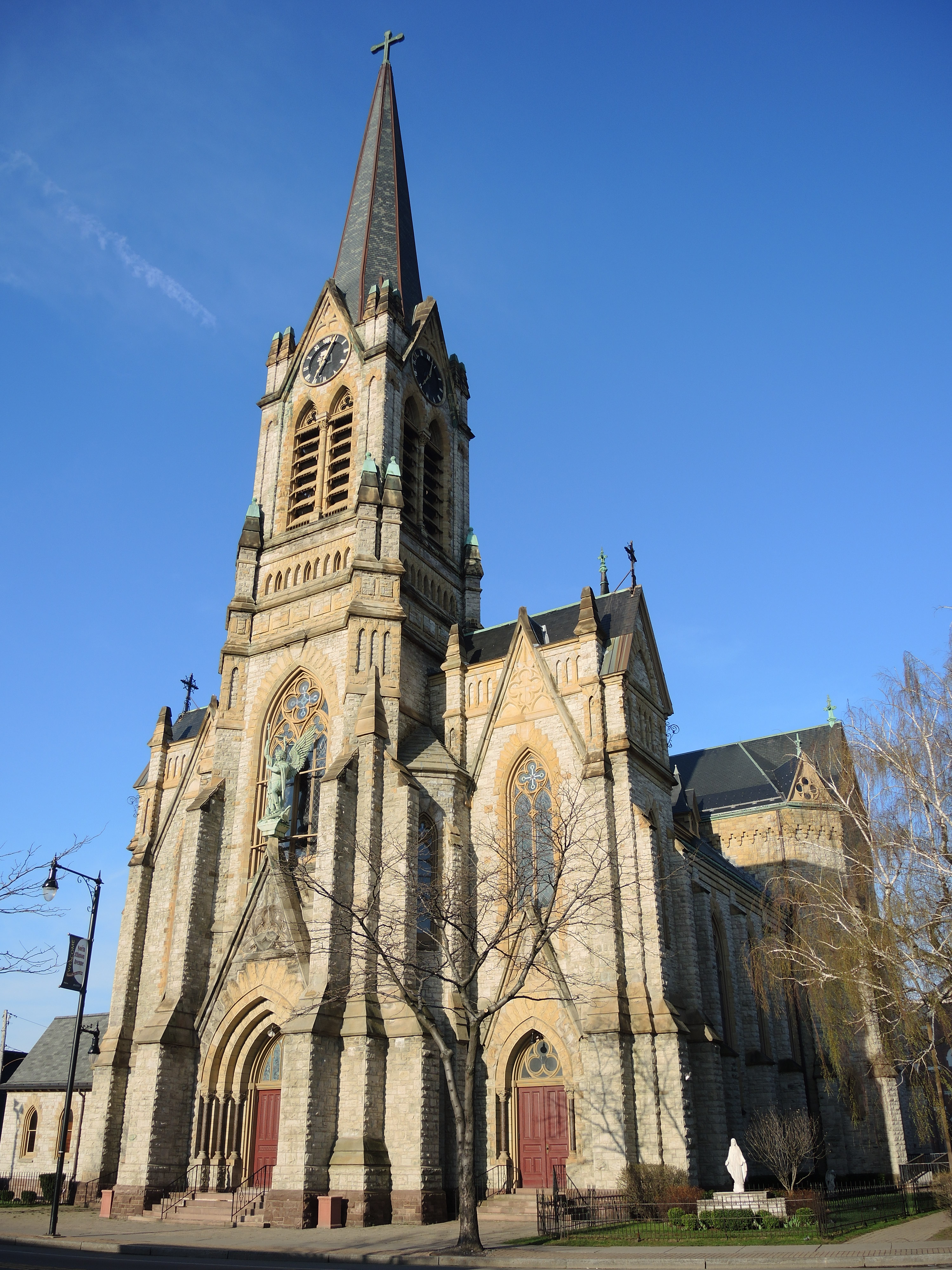
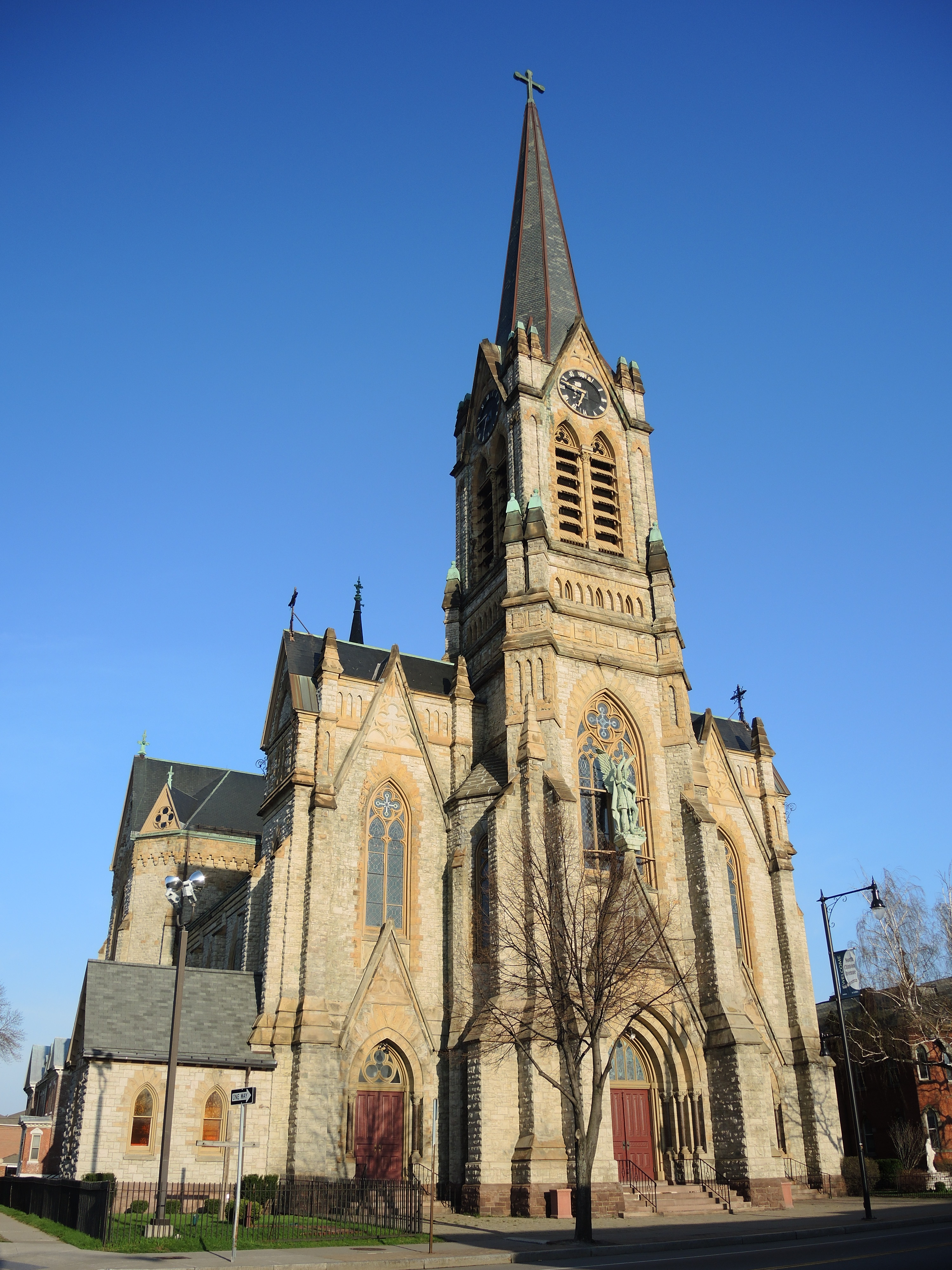